# Чемпионат мира по биатлону среди юниоров 1984
18-й чемпионат мира по биатлону среди юниоров проходил в французском Шамони с 29 февраля по 4 марта 1984 года.
Проходили только мужские соревнования среди юниоров (до 21 года). Было разыграно 3 комплекта медалей, в индивидуальной гонке, спринте и эстафете. Победителем неофициального медального зачёта стала сборная СССР.
Одновременно с юниорским чемпионатом, в том же месте проходил первый в истории взрослый чемпионат мира среди женщин.

## Результаты соревнований
| Гонка                                           | Мужчины |                                                                                                 |
| ----------------------------------------------- | --- | ----------------------------------------------------------------------------------------------- |
| Индивидуальная гонка февраль 1984 Юниоры: 15 км | Андре Земиш 54:01.1 Сергей Антонов +1.6 Валерий Медведцев +47.8 4. Павел Антипов +1:39.1 5. Юрген Вирт +1:57.6 6. Майк Дитц +2:11.7            |                                                                                                 |
| Спринт март 1984 Юниоры: 10 км                  | Сергей Антонов 35:49.0 Константин Вайгин +23.4 Андре Земиш +44.8 4. Павел Антипов +1:06.3 5. Кейо Тиитола +1:15.1 6. Валерий Медведцев +1:31.8 |                                                                                                 |
| Эстафета март 1984 Юниоры: 3×7,5 км             | СССР 1:29:07.0 (Павел Антипов, Константин Вайгин, Сергей Антонов) Финляндия +4:29.5 ФРГ +8:32.1                                                | СССР 1:29:07.0 (Павел Антипов, Константин Вайгин, Сергей Антонов) Финляндия +4:29.5 ФРГ +8:32.1 |

## Медальный зачёт
| Место | Страна    |   |   |   | Всего |
| ----- | --------- | - | - | - | ----- |
| 1     | СССР      | 2 | 2 | 1 | 5     |
| 2     | ГДР       | 1 | 0 | 1 | 2     |
| 3     | Финляндия | 0 | 1 | 0 | 1     |
| 4     | ФРГ       | 0 | 0 | 1 | 1     |